# 分时度假
分时度假（英語：Timeshare）是指一个人在每年的特定时期对某个度假资产所拥有的使用权。它是一种度假资产的形式。它的产生基于市场供求的两个矛盾：
- 一方面，大多数度假旅游的需求者都没有足够的实力在度假地购买一份属于个人的资产。比如在某个度假圣地拥有一套别墅。
- 另一方面，拥有个人度假资产的业主，又常常不得不将该资产处于长期闲置的状态。

因此商人创造了分时度假的概念。讓顧客可以分享某个度假资产的不同时段。这种分享可以是每年1周(1/52 share)，或者是两年1周(1/104 share)，甚至是每年13周(1/4 share)。某些分时度假产品则以一种信托投资产品的形式销售。比如，将多个度假胜地的资产，分散成小规模的所有权，销售给固定资产的投资人。

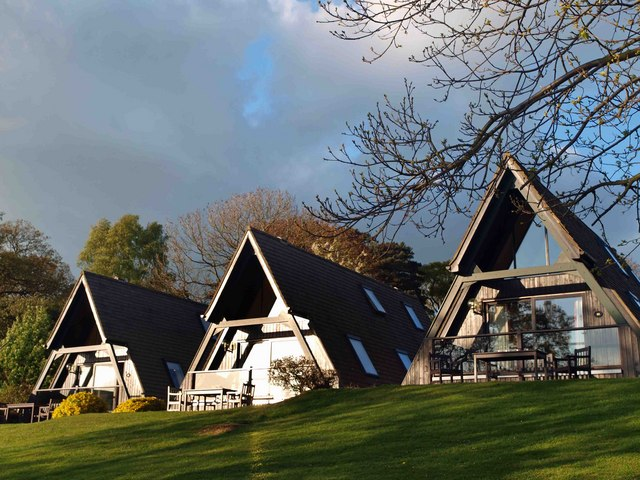
英國最佳西方分時別墅產業

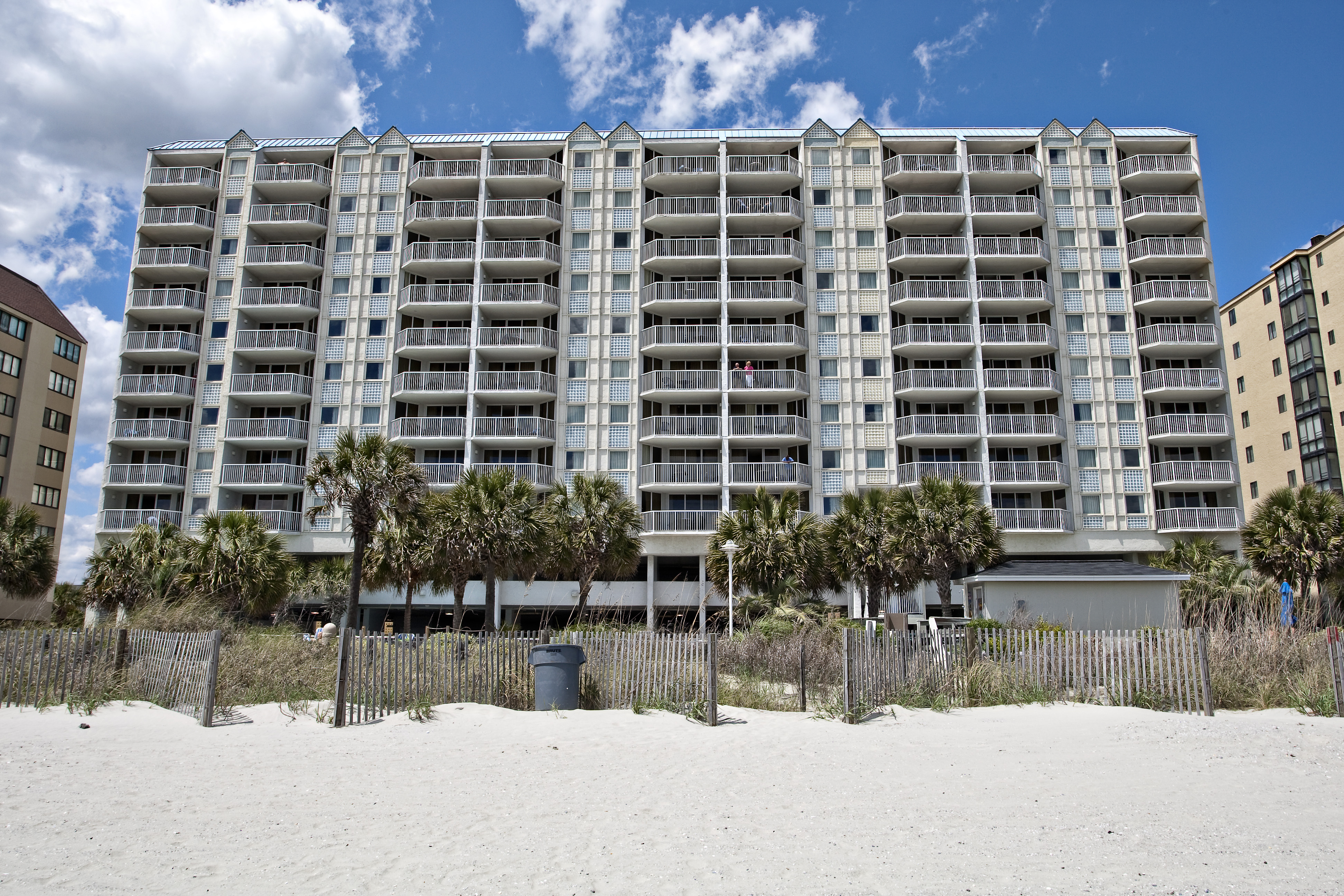
美國Shorecrest Villas分時公寓

## 定义
Real Estate Timesharing Act CH721 Florida 的解释：“所有以会员制、协议、租契、销售或出租合同、使用许可证、使用权合同或其他方式做出的交易设计和项目安排,交易中,购买者获得了对于住宿和其他设施在某些特定年度中低于1年的使用权,并且这一协议有效期在3年以上。”
European Union Timeshare Directive的定义：所有的有效期在3年以上、规定消费者在按某一价格付款之后,将直接或间接获得在1年的某些特定时段（这一期限要在一周之上）使用某项房产的权利的合同,住宅设施必须是已经建成使用、即将交付使用或即将建成的项目。

## 起源
分时度假的概念最早起源于20世纪60年代的欧洲。一个法国阿尔卑斯山脉的滑雪场开发商创造性地改变了将雪场经营的理念，他们鼓励客户将“租一间旅馆”变成“买一间旅馆”。结果他们在市场上迅速地扩大了占有率，并且经营获得成功。分时度假的概念也迅速在世界上传播开来。

## 发展
目前分时度假产业涵盖了全球近6,000家度假地，1千1百万个度假时段已经销售给全球7百万个家庭。每年全球分时度假产品销售额奖金9亿美元，市场增长率是全球旅游业的两倍。75%的分时度假时段销售来自酒店业的主要巨头(例如：希尔顿、万豪、迪士尼等)。
近几年来国内也出现了若干家分时度假公司。市场总量未知。

## 一般模式
分时度假资产一般为公寓式的单元，拥有起居室和卧室，可以容纳一个家庭住宿和生活。分时度假资产拥有者可以选择在预定的期间停留在他们的所拥有的资产里，他们也可以按星期出租他们的度假资产或者馈赠给家人。显而易见，他们也可以按周交换他们的度假资产，或独立地或通过代理商在世界范围内选择交换对象。

## 批评
常规的出租合约，消费者是根据住宿的品质和价格决定是否签署。而分时度假则需要在签合约时支付大部分费用，以弥补今后常年的较低的出租费用。这里存在一个很大的怀疑，是否分时度假的买家的付出能够得到回报。
分时度假的销售人员是不会宣传一些典型的问题，比如：
- 因为度假资产交换资源的有限而无法安排消费者度假
- 因为度假资产的重复销售也会造成上述问题
- 消费者在度假地遭遇度假资产管理公司的额外付款要求(业内称为物业费、景区管理费、随从的工资)。而分时度假的经营公司可能和景区开发商存在关系，也可能没有。

实际上分时度假是一种不动产。景区的开发者购买土地并开发。他们相当于在按星期向消费者出售地产的使用契约。
为了获得分时度假带来的环球旅行的好处，购买者必须在一个分隔的市场(通过中介公司，例如RCI或Interval International )交换他们的时段。鉴于数百万计的会员和巨大的可交换资产，代理商常常应用“相似情况相似对待(Like-for-Like)”的交换方法。
和其他的市场交易一样，分时度假交换是市场供求影响下的产物。在供给量偏高的地区(比如旅游胜地、或者旅游住宿成本低的地区)或者需求量偏低的地区(比如旅游资源泛滥地区、或者偏远地区)购买分时度假的消费者，会发现他们购买的分时度假资源在其他地区交换时“贬值”了。举例来说，一个位于平谷县的淡季分时消费时段在交换海南或者上海的分时度假时，哪怕销售员极力使消费者相信交换成功的可能性，该资产也不会在交换市场上产生多大的吸引力。

## 中国大陸市场
中華人民共和國政府已经明确表态，国内目前为止没有一家经过批准的分时度假公司。民间也有出现像“维权315”这样的专门针对分时度假的维权机构。